# Augustin (gmina)
Augustin – gmina w Rumunii, w okręgu Braszów. Obejmuje tylko jedną miejscowość Augustin. W 2011 roku liczyła 1860 mieszkańców. 